# Dichoropetalum paucijugum
Dichoropetalum paucijugum är en växtart i släktet Dichoropetalum och familjen flockblommiga växter.
Arten är en perenn ört som förekommer i Kaukasus och i västra och sydvästra Iran. Den beskrevs först som Ferula paucijuga av Augustin Pyrame de Candolle 1830, och fick sitt nu gällande namn av Michail Pimenov och Jevgenij Kljujkov 2007.